# Palazzo Loup

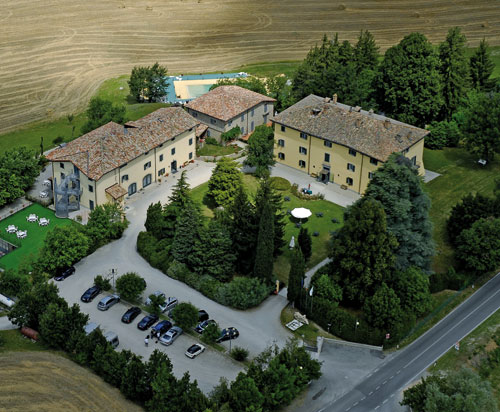
Luftbild des Palazzo Loup

Der Palazzo Loup, früher auch Villa della Fratte, ist ein Landhaus aus dem 18. Jahrhundert im Ortsteil Scanello der Gemeinde Loiano an der Strada Statale della Futa, etwa 30 km entfernt von Bologna in der italienischen Region Emilia-Romagna. Das Gebäude wurde auf den Ruinen des mittelalterlichen Castello di Scanello errichtet, und zwar zu einer Zeit, als dieses Gelände zu den Liegenschaften der Mathilde von Canossa gehörte und später dem Erzbischof von Pisa gespendet wurde.
In seiner Geschichte kommen Adelsfamilien, wie die Calderinis, die Taruffis und die Massas vor: letztere hatten 1805 die Ehre, Papst Pius VII. auf seiner Reise nach Rom zu Gast zu haben, der in der Villa Rast machte, um sich von seiner langen Reise zu erholen, die ihn nach Paris zur Kaiserkrönung von Napoleon Bonaparte geführt hatte.
Der Name „Loup“ erinnert an den illustren Eigentümer Luigi Loup, einen adligen Agronomen aus der Schweiz, einen Mann mit offener und innovativer Mentalität, stets präsent und aktiv im politischen Leben seiner Zeit, dem es gelang, das Lehen von Scanello in ein Beispiel eines modernen und rationellen Bauernhofes zu verwandeln.
Unter seiner „Regentschaft“ feierte man, was die Geschichtswissenschaftler als „Convegno Segreto di Scanello“ (dt.: Geheime Zusammenkunft von Scanello) bezeichneten, die 1859 mit dem Ziel der Zoll- und Währungsunion verschiedener Königreiche und Herzogtümer abgehalten wurde, die die politische Struktur von Mittel- und Norditalien kurz vor der Vereinigung zum Königreich unter der Herrschaft von Viktor Emanuel II. bildeten.
Daran nahmen die wichtigsten Persönlichkeiten der damaligen politischen Szene teil: Marco Minghetti, Bettino Ricasoli, Luigi Carlo Farini, Leonetto Cipriani und Rodolfo Audinot. Die Mauern des Palazzo Loup sahen so den Grundstein für den ersten Verwaltungsakt gelegt, der zur Gründung des Königreichs Italien führte.